# Florian Don-Schauen
Florian Don-Schauen (* 1964 in Coburg) ist ein deutscher Autor von Fantasy-Büchern und Lektor. Eigentlich heißt er Florian Schauen, den Namenszusatz „Don“ hat er als Künstlernamen ergänzt, um damit die Verbundenheit zur Familie seiner Mutter auszudrücken, deren Familienname Don lautet.

## Leben
Florian Don-Schauen studierte Querflöte, Klavier und Traversflöte an Dr. Hoch’s Konservatorium in Frankfurt und schulte nach Abschluss des Studiums zum C-Programmierer unter Unix um. Seit Mitte der 1990er Jahre ist er als Autor für das Rollenspiel Das Schwarze Auge tätig. Florian Don-Schauen zeigt sich insbesondere verantwortlich für die Erweiterung und Erneuerung des Regelwerks des Schwarzen Auges. Er gehörte zudem bis 2008 der Chefredaktion des Spiels an und entwickelte die Einsteigerkampagne (Spielsteinkampagne). Von 2009 bis 2017 war Florian Don-Schauen als selbständiger Lektor und Autor tätig. Die DSA-Redaktion hat er im April 2010 verlassen. Seit 2017 unterrichtet er im Gymnasium am Neandertal in Erkrath Musik und inszeniert regelmäßig Schülermusicals. 2022 wurde das erste von ihm getextete Schülermusical „Immer Ärger auf Nimmerland“ uraufgeführt.
Folgende Abenteuer und Regelwerke für die Spielewelt des Schwarzen Auges – Aventurien hat Florian Don-Schauen u. a. veröffentlicht:
- 1998 – Meisterschirm für DSA 3 (Co-Autor)
- 2001 – Das Schwarze Auge – Basisbox (Co-Autor)
- 2001 – Schwerter und Helden (Co-Autor)
- 2002 – Zauberei und Hexenwerk (Co-Autor)
- 2002 – Der Alchemyst (Spielsteine 1)
- 2002 – Die Einsiedlerin (Spielsteine 2)
- 2002 – Liber Cantiones (Co-Autor)
- 2003 – Der Händler (Spielsteine 3)
- 2003 – Meisterschirm für DSA 4 (Co-Autor)
- 2004 – Der Inquisitor (Spielsteine 4)
- 2007 – Die Zuflucht (Weißer Berg 1)
- 2008 – Der Fluch von Burg Dragenstein (Weißer Berg 2)
- 2009 – Wege des Meisters
- 2010 – Vater der Fluten

An folgendem Shadowrun-Hintergrundband hat er unter anderem mitgearbeitet:
- 2001 – Deutschland in den Schatten 2 (Co-Autor)

Folgende Romane aus der Spielwelt von Das Schwarze Auge wurden des Weiteren von Florian Don-Schauen geschrieben:
- 2008 – Aufs Schafott (Der Kristall von Al’Zul 5)
- 2010 – Das Ferdoker Pergament
- 2013 – Tie’Shianna

Neben seiner Tätigkeit als Fantasy-Autor widmet sich Don-Schauen nebenbei jedoch auch weiterhin der Musik. So begleitete er z. B. Martina Nöth (als Amber) auf ihren beiden CD-Veröffentlichungen sowie auch bei Konzertauftritten mit seinem Flötenspiel.